# Ceriel Oosthout
Ceriel Oosthout (Deventer, 27 september 1984) is een Nederlands voetballer die onder contract staat bij FC Hilversum. 
De middenvelder raakte in de eerste wedstrijd van het seizoen 2008/09 ernstig geblesseerd aan zijn rechterknie. Pas aan het eind van het seizoen 2009/10 kon Oosthout weer zijn opwachting maken in het eerste elftal van Go Ahead Eagles. Trainer Andries Ulderink had daarvoor echter al aangegeven dat het aflopende contract van Oosthout niet verlengd zou worden. Wel kon Oosthout verder bij Go Ahead met een amateurcontract, maar hij koos ervoor om komend seizoen uit te komen voor IJsselmeervogels. Deze overgang combineert hij met een studie in Amsterdam.
Bij IJsselmeervogels was Oosthout een van de belangrijkste spelers tijdens het kampioenschap. 
De middenvelder kreeg zodoende begin april 2011 te horen dat zijn contract bij de topklasser niet verlengd zou worden. Oosthout maakte zodoende in 2011-12 de overstap naar FC Hilversum.